# Swiangi Dube
Swiangi Dube (ur. 29 listopada 2004) – nepalska zapaśniczka walcząca w stylu wolnym. 
Dwunasta na igrzyskach azjatyckich w 2022. Srebrna medalistka Igrzysk Azji Południowej w 2019  roku.